# Inocencio VIII
Inocencio VIII (Génova, 1432-Roma, 25 de julio de 1492), nacido como Giovanni Battista Cybo, fue el 213.er papa de la Iglesia católica, cuyo pontificado duró desde 1484 hasta 1492.

## Orígenes y formación
Giovanni Cybo era hijo de Arano Cybo, noble genovés enviado al Reino de Nápoles en ayuda de Renato de Anjou que después pasó al bando de Alfonso V de Aragón y acabó como senador en Roma. Su infancia y juventud transcurrieron en la corte napolitana del rey aragonés donde llevó una vida licenciosa y tuvo al menos dos hijos ilegítimos que fueron reconocidos: Francisco Cybo y Teodorina Cybo.
En su juventud fue a estudiar en Padua y en Roma, donde entró al servicio del cardenal Filippo Calandrini, medio hermano del papa Nicolás V. Estas relaciones le permitieron ser nombrado, en 1467, obispo de Savona por el papa Paulo II para, posteriormente, ingresar en la Curia Romana y en 1473, ser nombrado cardenal por su antecesor, el papa Sixto IV.

## Pontificado

### Elección
En el cónclave de 1484, Giovanni Cybo fue elegido papa el 29 de agosto de 1484, siendo coronado por el cardenal protodiácono con la tiara papal como Inocencio VIII. 

### Relaciones Internacionales
Entre sus primeras medidas estuvo la organización de una cruzada contra el Imperio Otomano. Su llamada a los monarcas cristianos resultó infructuosa porque estos andaban enzarzados en luchas entre sí.
El principal obstáculo para la cruzada fue un prolongado conflicto con el rey Fernando I de Nápoles. El gobierno opresivo de Fernando I condujo en 1485 a una rebelión de la aristocracia, conocida como la Conspiración de los Barones. El incumplimiento de los deberes feudales del rey napolitano con la Santa Sede (tributo feudal) y las violaciones a la libertad eclesiástica en Nápoles movieron a Inocencio VIII a intervenir a favor de los rebeldes.
Fernando I pidió el auxilio militar de su yerno Matías Corvino, rey de Hungría en su lucha contra Roma. Con este apoyo ordenó a su hijo Alfonso, duque de Calabria la invasión de los Estados Pontificios defendidos por el condotiero italiano Roberto Sanseverino.
Solo el temor a la intervención militar del rey Carlos VIII de Francia, que Inocencio VIII había pedido logró sellar la paz entre Fernando I y la Santa Sede (27 de enero de 1492). Fernando I y su descendencia recibirían la infeudación de Nápoles a cambio de un tributo anual.
Favorable al partido aragonesista, cuyo principal representante en la Curia era el cardenal Rodrigo Borgia (futuro papa Alejandro VI), continuó como su antecesor impulsando la Inquisición en los reinos de Castilla y Aragón. No obstante, hubo un par de discrepancias muy importantes con la Corona española (Castilla-Aragón) a causa las de intrigas provocadas por dos obispos acusados de herejía: el obispo de Segovia, Juan Arias Dávila y del de Calahorra, Pedro Aranda. Aquel mismo año, concedió al embajador castellano, el Gran Tendilla (1440-1515), la continuidad y ampliación de la bula de Cruzada como ayuda financiera en las guerras contra el reino nazarí de Granada.

### La defensa de la doctrina eclesiástica
Preocupado por la brujería, el 5 de diciembre de 1484 promulgó Inocencio VIII la bula Summis desiderantes affectibus en la que reconocía su existencia, derogando así el Canon Episcopi de 906 donde la Iglesia sostenía que la mera creencia en las brujas era una herejía. Envió al Sacro Imperio Romano Germánico a los inquisidores Heinrich Kramer y Jacob Sprenger (el «apóstol» del rosario), que realizarán la que es considerada como la primera «caza de brujas» de la Historia. Esta bula papal será la base para que los dominicos publiquen, en 1487, la obra Malleus Maleficarum (‘el martillo de las brujas’) que ―aunque nunca ha sido reconocida por la Iglesia― se convertirá en el texto básico para la descripción, incautación de bienes, tortura y muerte mediante hoguera de aquellas personas a quienes la Iglesia etiquetaba como «brujas». El propio Malleus nos informa de que al año de expedida la bula, sólo en la ciudad de Como, fueron quemadas vivas cuarenta y una supuestas brujas, provocando un enorme éxodo de mujeres a zonas más seguras. El resultado final fue un incremento de la brujería por contagio a poblaciones supersticiosas y una persecución «horrible y sistemática».
En 1486 Inocencio VIII prohibió la lectura de las cuatrocientas proposiciones del erudito Pico della Mirandola por considerarlas heréticas.

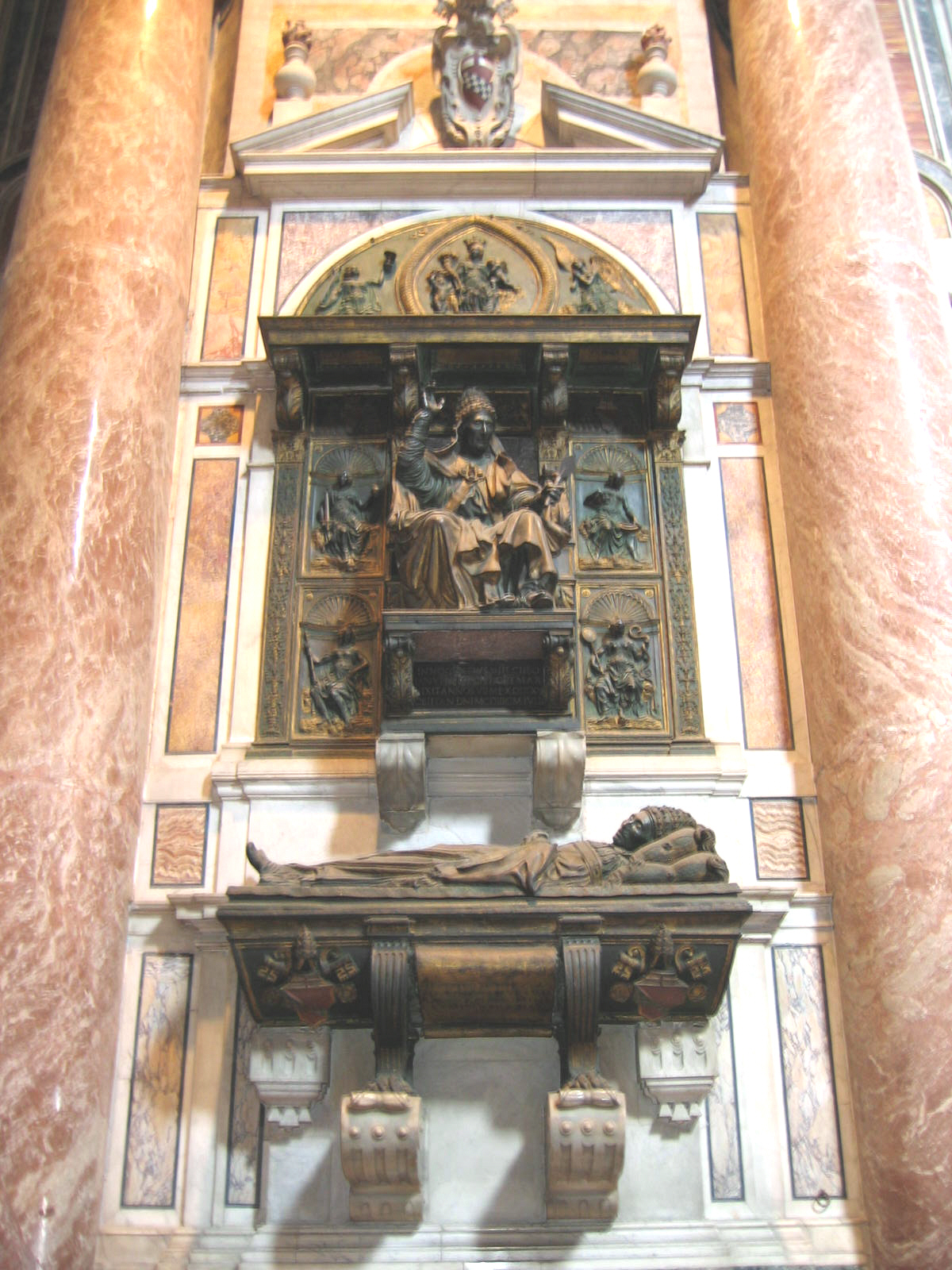
Tumba de Inocencio VIII en la Basílica de San Pedro.

### Otras realizaciones
Practicó el nepotismo, procurando el engrandecimiento de su familia. Inocencio VIII negocio el matrimonio de su hijo Francisco Cybo con Magdalena de Médici, hija de Lorenzo de Médici, señor de Florencia en un conveniente enlace que sellaba la paz entre Roma y Florencia después de los turbulentos años que siguieron a la conspiración de los Pazzi.
Completando el acuerdo de paz, Inocencio VIII elevo al cardenalato a Giovanni de Médici, hermano de su nuera, cuando tenía solo 13 años de edad.

### Canonizaciones
Entre 1475 y 1477, religiosos suecos habían realizado investigaciones para que la religiosa Catalina Ulfsdotter (1331-1381) fuera canonizada. Aunque la canonización nunca se llevó a cabo, en 1484, Inocencio VIII dio la autorización para que se venerara a Catalina como santa en Suecia.

## Fallecimiento
Inocencio VIII falleció el 25 de julio de 1492 a los 59 o 60 años en Roma.
Según el cronista romano Stefano Infessura (1440‑1500), quien será fuente de autores posteriores, el papa murió tras un intento fallido de transfusión de sangre que su médico judío, Giacomo di San Genesio, llevó a cabo vertiendo en la boca del pontífice la sangre de tres niños de diez años de edad, que murieron en la operación.
Sin embargo, el apologista católico italiano Vittorio Messori (n. 1941) afirmó en su libro Leyendas negras de la Iglesia (1992) que esto no había sucedido, y el relato de la transfusión no sería más que una leyenda negra contra la Iglesia.
El historiador alemán Ludwig von Pastor (1854‑1928) describe la corrupción del alto clero durante los años del pontificado de Inocencio VIII así:

En magníficos palacios, rodeados del exquisito lujo de una cultura sumamente desarrollada, vivían estos cardenales enteramente como príncipes seglares, y parecían no considerar sus hábitos eclesiásticos sino como un ornamento de su estado; cazaban, jugaban grandes sumas, daban opíparos banquetes, celebraban sibaríticas fiestas, tomaban parte en las licenciosas diversiones del carnaval y se permitían graves excesos en sus costumbres.

## En la cultura popular
Las profecías de san Malaquías mencionan a este papa como Praecursor siciliæ (‘el precursor de Sicilia’), cita que podría hacer referencia a que su nombre de pila, Giovanni Battista, era el nombre del Juan el Bautista (el precursor de Jesucristo), y a que pasó su infancia en la corte napolitana del rey Alfonso V de Aragón (1396-1458), nacido en Valladolid, quien era rey de Aragón, de Valencia, de Mallorca, de Sicilia, de Cerdeña y de Nápoles, y conde de Barcelona.

## En la ficción
|      | Serie                       | Actor         | Director             |
| ---- | --------------------------- | ------------- | -------------------- |
| 2011 | Los Borgia                  | Udo Kier      | Tom Fontana          |
| 2011 | The Borgias                 | Michael Poole | Neil Jordan          |
| 2019 | Medici: Masters of Florence | Neri Marcorè  | Sergio Mimica-Gezzan |

## Sucesión
| Predecesor: Valerio Calderina   | Obispo de Savona 1467-1472                     | Sucesor: Pietro Gara OP                |
| Predecesor: Leonardo Palmieri   | Obispo de Molfetta 1473-1484                   | Sucesor: Angelo Lacerti                |
| Predecesor: Amico Agnifili      | Cardenal presbítero de Santa Balbina 1473-1474 | Sucesor: Girolamo Basso della Rovere   |
| Predecesor: Niccolò Fortiguerra | Cardenal presbítero de Santa Cecilia 1474-1484 | Sucesor: Giovanni Giacomo Schiaffinati |
| Predecesor: Sixto IV            | Papa 29 de agosto de 1484-25 de julio de 1492  | Sucesor: Alejandro VI                  |